# سوریا بونالی
سوریا بونالی (انگلیسی: Surya Bonaly؛ زادهٔ ۱۵ دسامبر ۱۹۷۳) اسکیت‌باز نمایشی و ژیمناست سابق و مربی اهل فرانسه است.
او بیشتر به خاطر اجرا حرکت پشتک در مسابقات اسکیت نمایشی المپیک زمستانی ۱۹۹۸ شناخته میشود.